# Seututie 486
Pour les articles homonymes, voir Route 486.
La route régionale 486 (finnois : Seututie 486) est une route régionale allant du village de Puhos à Kitee jusqu'au village Tenka à Tohmajärvi en Finlande.

## Description
La région 486 commence à Puhos à son croisement de la route nationale 6. 
Elle se dirige vers l'est et traverse le pont ferroviaire de la voie ferrée de Carélie. 
Au centre de Kitee, la route croise la route régionale 487. 
Après Kitee, la route traverse le lac Kiteenjärvi sur le remblai de Päätyeenlahti.
Au centre de Tohmajärvi à Kemi, la route croise la route nationale 9.
La route continue vers le nord-est et croise la ligne Niirala–Säkäniemi au passage à niveau. 
La route régionale 486 se termine au rond-point de Tenka, d'où partent la route régionale 494, la route de liaison 4941 et la route de liaison 4940.